# Баку (лидер эскадренных миноносцев)
Лидер эскадренных миноносцев «Баку» — советский лидер эскадренных миноносцев проекта 38 (лидеры ЭМ типа «Минск»), построенный для Советского Военно-Морского Флота в 1930-х годах.

## История
«Баку» был заложен по проекту 38 за номером 267 15 января 1935 года на судостроительном заводе № 198 в Николаеве. Через год, 10 марта 1936 года (на стапеле в доке № 3 эллинга А) был перезаложен на заводе № 199 в Комсомольске-на-Амуре, где получил название «Киев».
Для ускорения постройки «Киева» была использована принципиально новая технология — сборка на горизонтальных стапелях с монтажом механизмов и валопроводов в наливных доках (правда, в результате был увеличен стапельный период).
25 июля 1938 года лидер был спущен на воду (хотя ещё не были завершены работы по второму машинному и третьему котельному отделениям) и переименован в «Орджоникидзе». Достройку планировалось осуществить на плаву во Владивостоке (на ССЗ № 202, где была подготовлена сдаточная база). 27 сентября лидер «Орджоникидзе» был отбуксирован в Николаевск-на-Амуре, а затем во Владивосток, куда прибыл только 25 октября. В мае 1939 года лидер приступил к испытаниям, и уже 27 декабря был принят в состав Тихоокеанского флота (ТОФ) ВМФ СССР как «Серго Орджоникидзе».
6 мая 1940 года «Серго Орджоникидзе» был приписан к составу 1-го дивизиона ТОФ, в составе которого уже в июне лидер принимал участие в постановках минных заграждений и сопровождении транспортов. 25 сентября 1940 года лидер был переименован в «Баку».

### Великая Отечественная война
В мае 1942 года Ставкой Верховного Главнокомандования (СВГК) было принято решение перебросить с Тихого океана на Северный флот несколько современных боевых кораблей, в том числе «Баку». В период с 15 июля по 14 октября лидер в составе Экспедиции особого назначения (ЭОН-18) перешел из Владивостока до пролива Югорский Шар, тем самым став одним из первых советских боевых кораблей, совершивших переход Северным морским путём с востока на запад. После перехода кораблей ЭОН-18, приказом командующего флотом Арсения Григорьевича Головко от 24 октября 1942 года в составе Северного флота из трёх дивизионов была создана бригада эсминцев, и лидер «Баку» возглавил 1-й дивизион.
Во время Великой Отечественной войны «Баку» сопровождал союзные транспорты и конвои, участвовал в набеговых операциях на коммуникации противника, входил в состав кораблей охранения, обеспечивавших проводку конвоев. В январе 1943 года принимал участие в бою у мыса Маккаур.

## Награды
- 6 марта 1945 года —  Орден Красного Знамени — награжден указом Президиума Верховного Совета СССР от 6 марта 1945 года за образцовое выполнение боевых заданий командования на фронте борьбы с немецко-фашистскими захватчиками и проявленные при этом доблесть и мужество.

### Послевоенное время
В период с 29 октября 1948 года по 30 июля 1954 года лидер «Баку» находился на капитальном ремонте на заводе №402 г. Молотовск, сейчас производственного объединения «Севмаш» в Северодвинске, во время которого 12 января 1949 года был переклассифицирован в эсминец. После войны принимал участие в съёмках фильма «Повесть о „Неистовом“».
С 17 февраля 1956 года «Баку» был переоборудован в опытовое судно, а затем, 18 апреля 1958 года разоружён и переоборудован в судно-цель (ЦЛ-31). С 31 мая «Баку» становится несамоходной плавбазой (ПБ-32). С 2 июня 1959 года — плавказармой (ПКЗ-171).
30 июля 1963 года «Баку» был исключён из списков флота, а затем разобран на металл.

## Командиры
- -27.12.1939- капитан 3-го ранга А.А. Бологов
- 1940-1944 — капитан 3-го ранга Б. П. Беляев
- 1944-1946 — капитан 3-го ранга П. М. Гончар
- 1946 г. — С. К. Соколов
- 1946-1947 — Степанов
- 1947-1948 — В. В. Платонов
- 1948-1950 — Г. Х. Чернобай
- 1950-1954 — капитан 2-го ранга П. М. Качубей
- 1962-1964 — капитан 2-го ранга С. П. Семераз (командир ПКЗ-171)